# Uriah Heep
Uriah Heep (Урия хип, Юрайя хип, /jʊ:ˈraɪə hi: p/) — британская рок-группа, образовавшаяся в 1969 году в Лондоне, Англия, и заимствовавшая название у персонажа романа Чарльза Диккенса «Дэвид Копперфильд». Первый состав группы сформировался, когда продюсер Джерри Брон пригласил клавишника Кена Хенсли (ранее игравшего в The Gods и Toe Fat) присоединиться к участникам Spice; всемирную известность группе принесли в 1971—1973 годах альбомы Look at Yourself, Demons and Wizards и The Magician's Birthday, считающиеся классикой хард-рока.
Uriah Heep создали свой, оригинальный вариант хард-рока, насытив его элементами прог-, арт-, джаз-рока и хэви-метала. Фирменным знаком их стиля (в «золотые годы») были эффектные партии бэк-вокала со сложными многочастными гармониями и драматический вокал Дэвида Байрона. Стилистические эксперименты Uriah Heep имели существенное значение для развития рок-музыки; группа, в частности, во многом предвосхитила аналогичные эксперименты Queen.
Двенадцать альбомов группы входили в UK Albums Chart; наибольший успех здесь имел Return to Fantasy (№ 7, 1975) В США 15 альбомов входили в Billboard 200, из них выше других поднимался Demons and Wizards (№ 23, 1972. Кроме того, четыре сингла Uriah Heep входили в Billboard Hot 100. Значительный успех в середине 1970-х годов группа имела в Германии, где сингл «Lady in Black» стал хитом. Только в 1970-е годы группа продала во всём мире более 30 миллионов альбомов, а по настоящее время продано более 40 миллионов альбомов. Состав Uriah Heep неоднократно менялся, но «классическим» считается квинтет: Мик Бокс, Дэвид Байрон, Кен Хенсли, Гэри Тэйн и Ли Керслэйк. Единственный бессменный участник коллектива со дня основания до наших дней — гитарист Мик Бокс.

## История группы
В 1967 году Мик Бокс, уроженец Уолтемстоу, в равной степени любивший футбол и музыку, решил отдать предпочтение последней и образовал группу The Stalkers. После того как из состава ушел вокалист, игравший на барабанах Роджер Пенлингтон предложил прослушать своего двоюродного брата Дэвида Гаррика. «Он был частым гостем на наших концертах: нередко, приняв по несколько пинт, мы начинали распевать старые рок-н-ролльные вещи. Перед прослушиванием я предложил ему хорошенько подзаправиться, чтобы снять неуверенность. Мы сыграли несколько вещей — и история началась!», — вспоминал Мик Бокс.
Дуэт Бокс–Гаррик стал ядром группы; вскоре каждый из них оставил основную работу и решил посвятить себя профессиональной музыкальной деятельности. Свой новый состав они назвали Spice, а Дэвид принял сценический псевдоним Байрон (David Byron). За ударные сел Алекс Нэпьер, найденный по объявлению в газете (чтобы обойти главное из условий — отсутствие брачных уз, — он выдал свою жену за сестру), а из The Gods пришёл басист Пол Ньютон, чей отец временно взял на себя обязанности менеджера и постепенно довёл своих подопечных до уровня лондонского клуба Marquee.
В конце 1969 года группа познакомилась с продюсером и менеджером Джерри Броном. Тот побывал на выступлении Spice в клубе «Блюз Лофт» и тут же предложил контракт со своей компанией Hit Record Productions (работавшей с Philips Records). «Мне показалось, что группа способна к быстрому развитию, именно поэтому и взял их к себе», — вспоминал Брон. Вскоре группа оказалась в студии Lansdowne, изменила название на Uriah Heep (о Диккенсе в рождественские дни 1969 года говорили все — как раз отмечалась сотая годовщина со дня его смерти) и решила, что ей необходим клавишник. Сначала Брон привёл сессионного музыканта Колина Вуда, затем в качестве постоянного участника был приглашён Кен Хенсли, игравший до этого в группах The Gods и Toe Fat.
Появление в группе клавишника-новатора, увлечённого созданием качественно нового звучания, оказало решающее влияние на творческое развитие коллектива. Впрочем, вклад Хенсли в первый альбом ограничился переработкой партий, записанных Вудом. Бо́льшую часть материала для пластинки написали Бокс и Байрон; самой яркой вещью здесь стала «Gypsy», идеально отразившая в себе ранний стиль группы: тяжёлый бит, сгущённый звук гитары, «обёрнутой» орга́ном и меллотроном, характерная вокальная гармония. Во многих отношениях это был один из первых удачных примеров экспериментальной хард-рок-эклектики
. Впоследствии, отвечая на вопрос, действительно ли в своих вокальных аранжировках группа следовала примеру The Beach Boys, Мик Бокс говорил:

Ничего подобного. Просто получилось так, что в нашем составе встретились пятеро вокалистов, вот мы и решили использовать все свои возможности. Позже это стало своего рода фирменным знаком. Единственная наша связь с Beach Boys состоит в том, что в США один радиоведущий назвал нас «Beach Boys от хэви метал».

### Первые записи
Первый альбом был на три четверти завершён, когда Алекса Нэпьера заменил Найджел (Олли) Олссон: его порекомендовал Элтон Джон, с которым Байрон дружил со времен совместной работы в Avenue Records (где они принимали участие в записи низкобюджетных каверов). Дебютный альбом Very 'eavy… Very 'umble вышел 12 июня 1970 года; в США — под названием Uriah Heep с изменённым составом композиций и под другой обложкой. Альбом был встречен сдержанно музыкальной критикой, которая услышала в нём лишь «тяжесть», не обратив внимание на жанровое разнообразие (элементы джаза, фолка, эйсид-рока и симфонической музыки). Однако впоследствии музыкальные специалисты стали иначе оценивать историческое значение альбома. Мартин Попофф, автор «The Collector’s Guide to Heavy Metal», поставил его по уровню значимости в один ряд с In Rock у Deep Purple и Paranoid у Black Sabbath.
В эти дни родился и стал стремительно развиваться творческий союз Бокс-Байрон-Хенсли, наивысшее воплощение получивший во втором альбоме Salisbury, записанном уже без Олссона (который вернулся к Элтону Джону), но с Китом Бэйкером. Пластинка, ставшая бенефисом Хенсли (он автор половины вещей и соавтор другой половины), была записана Джерри Броном в Lansdowne Studios и оказалась стилистически разнообразна, соединив в себе элементы арт-рока («Bird of Prey»), акустического фолк-рока («The Park» и «Lady in Black») и симфо-рока (16-минутная сюита «Salisbury» была записана с оркестром и духовой секцией). На создание сюиты клавишника группы вдохновил Джон Лорд своим Concerto for Group and Orchestra. «Услышав это, я понял, что рок-музыку можно сочетать с оркестровой и решил попробовать сделать это», — рассказывал он впоследствии.
Американская версия альбома вновь отличалась от английской обложкой и составом композиций: вместо «Bird of Prey» американский диск открывался композицией «High Priestess», а на второй стороне появилась «Simon the Bullet Freak». На англо-американскую музыкальную прессу эксперименты группы вновь не произвели впечатления. Наибольший успех альбом имел в Германии, где сингл «Lady in Black», перевыпущенный в 1977 году, стал хитом.

### «Золотые» годы
После выхода Salisbury Бейкер покинул группу (Мик Бокс говорил, что ничего не знает о его дальнейшей судьбе). С новым ударником Иэном Кларком (из Cressida, также записывавшейся на Vertigo Records), группа отправилась в США и здесь впервые почувствовала, что такое тёплый приём. Позже Бокс признавал, правда, что если в связке со Steppenwolf группа звучала неплохо, то к эстетике Three Dog Night она не имела отношения. Впрочем, как отмечал Хенсли, связка с Three Dog Night имела свой привлекательный аспект: «…Мы играли в переполненных залах и впервые заметили лимузины и групи… И подсели на это!».

«Классический» состав Uriah Heep:
Ли Керслейк, Дэвид Байрон, Гэри Тэйн, Мик Бокс, Кен Хенсли

Тем временем сроки контракта Брона с Philips/Vertigo истекли, и он образовал собственный лейбл Bronze Records, перевыпустив здесь два первых альбома группы. Летом 1971 года Uriah Heep отправились в студию «Lansdowne» записывать Look at Yourself, в котором, по словам Джерри Брона, — «…Многочисленные идеи, казавшиеся разрозненными в двух первых альбомах, сфокусировались и произвели несколько вечных жемчужин». Третий студийный альбом группы поднялся до № 39 в UK Albums Chart.
Центральное место в альбоме заняли эпическая «July Morning» и заглавный трек, ставший хитом в нескольких странах Западной Европы. Кен Хенсли отмечал, что «July Morning», с её меняющейся динамикой, яркой и разнообразной звуковой палитрой, явила собой «…наилучший пример того, в каком направлении устремилась группа в своём развитии». Песня получилась из нескольких музыкальных идей Кена Хенсли и Дэвида Байрона. В процессе работы над альбомом Look at Yourself они обнаружили, что у них есть три заготовки в до-миноре. После экспериментов эти кусочки стали вступлением, куплетом и припевом «Июльского утра».
В целом альбом Look at Yourself, как отмечал рецензент Allmusic, продемонстрировал уникальное сочетание элементов хэви метал и прог-рока, а также выдающееся мастерство Дэвида Байрона, чьё исполнение на несколько лет стало образцом для подражания вокалистам следующего поколения, таких, как Роб Хэлфорд.
Пол Ньютон остался недоволен своим местом в общей картине: после его ухода в группу из Colosseum был приглашён басист Марк Кларк, который продержался здесь три месяца, но успел стать соавтором «The Wizard», песни, открывшей четвёртый альбом. «Золотой» состав Uriah Heep окончательно оформился после того, как в него вошли Ли Керслэйк (экс-The Gods, National Head Band: однажды он уже отклонил предложение занять место Кита Бэйкера, но теперь не упустил своего шанса) и Гэри Тэйн, уроженец Новой Зеландии, который прежде играл с Кифом Хартли (Keef Hartley Band).
Четвёртый альбом — Demons and Wizards — стал результатом нового творческого союза в группе, которая окунулась в мир мистики и фантазий (проиллюстрированный на обложке Роджером Дином). Галерея арт-роковых зарисовок в жанре фэнтези («Rainbow Demon», «The Wizard», «Traveller in Time», «Poet’s Justice») на первый взгляд складывается здесь в гармоничную мозаику новой, причудливой концепции, однако, как отмечает Кёрк Блоуз, автор «Истории Uriah Heep», альбом нельзя назвать в полном смысле концептуальным: каждая из песен имеет самостоятельную значимость. То же подчёркивал и Кен Хенсли в комментариях к альбому на обложке: «это… просто коллекция наших песен, которые мы записали с большим для себя удовольствием». В Англии альбом поднялся до двадцатого места и продержался в хит-парадах одиннадцать недель. «Easy Livin'», созданная специально для Байрона с его новым сценическим образом, стала европейским хитом, вошла в Billboard Hot 100 и, как говорил Брон, «помогла группе впервые заявить о себе на международной сцене».
Вышедший полгода спустя The Magician's Birthday продолжил ту же линию развития, причем в двух направлениях: коммерческом («Sweet Lorraine», «Sunrise») и артистическом (заглавный трек являет собой своего рода микрооперу с фэнтезийным сюжетом). Некоторые обозреватели сочли его улучшенным вариантом Demons & Wizards, в котором те же элементы соединились более гармонично. Рецензент Allmusic выразил противоположную точку зрения, сочтя, что альбом не обладает цельностью, характерной для предшественника, но имеет свои сильные моменты.
Группа отправилась на гастроли в Японию, одновременно выпустив двойной Uriah Heep Live, записанный в Бирмингеме, Англия, с использованием передвижной студии Rolling Stones, и впоследствии признанный[кем?] одним из лучших концертных альбомов хард-рока. «Прибыв на саундчек, мы поняли, что акустика отвратительная, махнули рукой на возможность записи, забыли об этом и концерт выдали на одном дыхании — вот почему он получился таким отличным!», — говорил много лет спустя Кен Хенсли.
Вернувшись из Японии, группа стала записывать новый студийный альбом, по финансовым соображениям избрав для этой цели Шато д’Эрувилль во Франции. В оценке Sweet Freedom пресса разделилась на два лагеря: часть критиков отнеслась к альбому прохладно, заметив, что группа не продемонстрировала здесь своих лучших качеств. Мик Бокс позже признавал, что работа над альбомом уже была омрачена наметившимся конфликтом между «мозгом» Uriah Heep Кеном Хенсли и её «лицом», Дэвидом Байроном, который к тому времени уже злоупотреблял алкоголем. Однако часть критиков (во главе с рецензентами Melody Maker) оценила альбом достаточно высоко. Sweet Freedom поднялся в Британии до 18 места, «Stealin'» стал хитом во многих странах мира (исключение вновь составила Великобритания). В том же году Хенсли выпустил свой первый сольный альбом Proud Words on a Dusty Shelf.
Записанный в Мюнхене Wonderworld также принёс разочарования (исключением критика сочла балладу «The Easy Road»). К тому времени резко ухудшилось состояние здоровья Гэри Тэйна, который и до прихода в Uriah Heep страдал приступами нервного истощения (вызванными отчасти наркотической зависимостью, которая преследовала его много лет). В сентябре 1974 года Тэйн получил удар током на сцене в Далласе и был надолго госпитализирован, что привело к отмене концертов в США и Англии — к величайшему неудовольствию Брона. Три месяца спустя Тэйн покинул группу, а 8 декабря 1975 года был найден мёртвым у себя дома в Норвуд-Грине. Причиной смерти явилась передозировка. «Я всегда по-человечески любил Гэри. Он был симпатичен мне своей безответственностью и умер только потому, что не рассчитал глубину омута, в который бросился», — говорил Кен Хенсли.

### 1974—1981
В 1975 году Тэйна в составе группы заменил Джон Уэттон, в прошлом участник King Crimson, выступавший также с Roxy Music. Его появление благотворным образом сказалось на состоянии группы: в ней появился (по словам Бокса) «настоящий стержень, человек, на которого можно было во всём положиться и который, кроме того, постоянно генерировал новые идеи». Однако, по мнению Хенсли, приход Уэттона ознаменовал начало конца: «Мы не басиста меняли, мы заменяли важный компонент команды как единого целого».
Успех восьмого студийного альбома Return to Fantasy, выпущенного летом 1975 года фирмой Bronze в Англии, отразил произошедшие изменения: он стал международным бестселлером, поднявшись до № 7 в Британии, до № 2 в Австрии и до № 3 в Норвегии. За ним последовало ещё одно затяжное годовое изнуряющее мировое турне, в ходе которого группа выступила перед миллионом зрителей и пролетела в общей сложности более 48 тысяч километров, посетив Великобританию, Скандинавию, Европу, США и Канаду. Во время концерта в Луисвилле, штат Кентукки, США, Мик Бокс, находясь в традиционном подпитии, дважды упал со сцены и сломал обе руки, но доиграл сет; после чего Бокс продолжал выступать с гипсом (проигнорировав таким образом указания врачей), каждый вечер получая по три укола. В разгар турне группа выступила на фестивале в Кливленде вместе с Aerosmith и Blue Oyster Cult; по задумке Байрона, каждый участник группы проехал расстояние от отеля до концертной площадки (около 180 метров) на персональном лимузине: «В результате всех обошёл Род Стюарт, который прилетел на вертолёте!». По окончании гастролей группа выпустила The Best of Uriah Heep; одновременно и Дэвид Байрон дебютировал с сольным альбомом Take No Prisoners.
Следующий альбом High and Mighty (в отсутствие Брона, занявшегося другими проектами, спродюсированный самими участниками группы) оказался (по признанию самого Бокса) «легковесным: в меньшей степени ‘eavy, в больше — ‘umble». При этом Хенсли всегда считал, что провал пластинки был предопределён не столько её звуковыми качествами, сколько отношением к ней Bronze Records. Зато раскрутка High and Mighty прошла с размахом: группа устроила банкет на вершине горы в Швейцарии, куда журналистов доставили специальным самолётом.
Роскошные приёмы, как отмечал биограф К. Блоуз, были лишь внешней стороной стремления Uriah Heep соответствовать примеру Led Zeppelin в погоне за крайностями. Кен Хенсли стал требовать себе не только отдельных гримёрок, но и персонального гастрольного менеджера. Но самым пагубным образом «звёздная болезнь» сказалась на психическом состоянии Дэвида Байрона, чей алкоголизм наложился на личностные проблемы и привёл к ухудшению его отношений с коллегами.
Одно дело, когда слегка пьян басист или слегка под кайфом гитарист, но когда вокалист пьян вдрызг и не может говорить, падает и не видит ни группы, ни зала, это уже серьёзная проблема... Он пил слишком много, мы много говорили об этом, но ровно ничего не менялось. В конечном итоге я пришёл к менеджеру с ультиматумом: или уходит он, или ухожу я.Кен Хенсли, 2007
Хенсли решился на этот ультиматум в разгаре американского турне. Джерри Брон срочно вылетел из отпуска на Багамах, на срочном собрании Байрону дали испытательный срок в два месяца. «За эти два месяца стало только хуже и к концу американского тура мы решили его заменить… Но оказалось, что это конец группы», — позже говорил Кен Хенсли.
В июле 1976 года, после завершающего концерта испанского турне Байрон был уволен из Uriah Heep. Потеря вокалиста явилась переломным моментом в карьере Uriah Heep. Почти сразу же ушёл и Джон Уэттон: сначала — к Брайану Ферри, а позже — в супергруппу Asia. Это для участников группы не стало сюрпризом. «Сначала мы думали, что просто одного превосходного басиста заменяем на другого, но не учли личностный фактор. Это напоминало неудачную пересадку о́ргана: инородное тело не прижилось», — говорил Кен Хенсли.
Бас-гитаристом группы стал Тревор Болдер, игравший с Дэвидом Боуи, Миком Ронсоном и к тому времени реформированными Spiders from Mars. В качестве претендента на роль вокалиста рассматривались Дэвид Ковердейл, Иэн Хантер (Mott the Hoople) и Гэри Холтон (экс-Heavy Metal Kids), но выбран был Джон Лоутон, сотрудничавший до этого с германской группой Lucifer's Friend, а также с Les Humphries Singers и Роджером Гловером.
«Внешне он не очень-то вписывался в общий имидж, но с голосом у него всё было в порядке, и мы решили, что музыкальная составляющая тут должна быть превыше всего» — вспоминал Мик Бокс. На сцене Лоутон действительно никак не мог сравниться с артистичным Байроном, но его блюз-роковый стиль вокала придал группе новый импульс развития и обогатил стилистическую палитру.

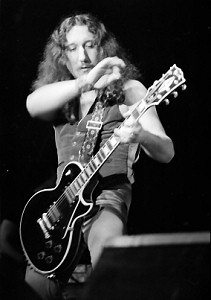
Мик Бокс, 1977

Альбом Firefly, вышедший в начале 1977 года, получил три звезды от Sounds и четыре — от Record Mirror. В самых восторженных тонах оценил группу Пол Стэнли из Kiss после совместного американского турне. Группу в новом составе неплохо приняли и в Великобритании, что было особенно неожиданно в разгар панк-революции. На фестивале в Рединге Uriah Heep стали хедлайнерами.
Следующий альбом — Innocent Victim — отличался утяжелённым звуком; сингл из него — «Free Me» — стал европейским хитом. Многих удивило включение в альбом двух композиций Джека Уильямса, американского приятеля Хенсли. В Германии альбом разошёлся миллионным тиражом, предопределив и успех Fallen Angel, четвёртого альбома, записанного в лондонской студии Roundhouse и второго — с вернувшимся к обязанностям продюсера Джерри Броном.
В 1980 году фирма «Мелодия» выпустила альбом Innocent Victim в СССР (С60 14801-2) по лицензии Ariola — Eurodisc GmbH под названием «Ансамбль „УРИЯ ХИП“». Все композиции полностью, только на обложке разинувшая пасть змея была заменена на фотографию группы. Впрочем, почти такой же цензуре была подвергнута обложка и американского издания — при сохранении отдельных элементов «змеиного» дизайна на лицевой стороне обложки было множество мелких концертных снимков.[значимость факта?]
Тем временем закулисный конфликт разгорался. Хенсли (будучи автором большинства композиций группы) не только зарабатывал намного больше остальных музыкантов, но и имел многочисленные интересы на стороне. «Всё, что бы он ни писал, шло в альбом, и нам это казалось несправедливым… Кроме того, когда начинаешь использовать всё, что ни сочиняешь, альбомы получаются ниже среднего», — вспоминал Мик Бокс. Хенсли позже пытался оправдаться тем, что группа постоянно действовала в режиме цейтнота: лейблы требовали «…12 треков, и чтобы все были как „Easy Livin’“». Кроме того, произошла ссора между Хенсли и Лоутоном (чья жена раздражала музыкантов своим постоянным присутствием). Вокалист был уволен вскоре после выступления Uriah Heep на фестивале Bilzen в Берлине, и его заменил Джон Сломан (ex-Lone Star), молодой и импозантный мультиинструменталист. Однако почти сразу же из состава ушёл Керслейк: по версии журнала Sounds — после ссоры с Броном (которого барабанщик обвинил в том, что для того «…единственным ценным участником группы является Хенсли»).
Работа над следующим альбомом, Conquest (опять-таки в студии Roundhouse), свелась, в основном, к перезаписи уже подготовленных плёнок — со Сломаном и новым барабанщиком Крисом Слэйдом, рекрутированным из Manfred Mann's Earth Band. Журнал Record Mirror дал пластинке пять звёзд, хотя позже участники группы (в частности, Болдер) говорили о том, что работа шла в атмосфере полного хаоса. Центральные вещи альбома — «Feelings» и «Fools» (композиция Болдера) — характеризуют и его общее, приподнятое настроение, что было несколько неожиданно, если учесть, что то были дни движения NWOBHM, многие лидеры которого (Iron Maiden, Saxon, Def Leppard) называли Uriah Heep в числе своих основных влияний. «Они произвели на меня впечатление людей, получающих удовольствие на сцене: это были старые бойцы, не разучившиеся радоваться жизни», — говорил Стив Харрис из Iron Maiden о концерте Uriah Heep 1975 года.
Десятилетие со дня образования группа отметила успешным туром 10th Anniversary (в связке с Girlschool). Однако недовольство Хенсли своим новым вокалистом нарастало, и он решил выйти из состава:
Джона выбрали участники группы, и я был против этого решения. Он и выглядел отлично, и музыкантом был превосходным, но песни мои интерпретировал совершенно не так, как я их задумывал… Проблема состояла в том, что нам не удавалось вернуться на однажды избранный путь, и Джон этому возвращению не способствовал.

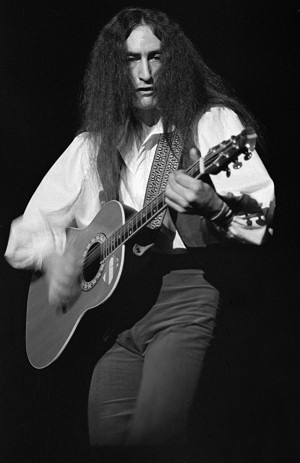
Кен Хенсли, 1977

Место Хенсли в группе занял канадец Грегг Декерт, работавший со Сломаном в Pulsar. С ним группа провела турне по британским клубам (в общей сложности 23 концерта) и записала сингл «Think lt Over» (позже в новой версии вошедший в Abominog). Почти сразу же группу покинул Сломан. «Как бы ни приятно было мне работать в течение последних полутора лет с Heep, похоже, мои музыкальные амбиции лежат в ином направлении».
Бокс и Болдер направились к Дэвиду Байрону с предложением вернуться в Uriah Heep. «У нас в кармане были и деньги, и договор… Нас совершенно обескуражил его отказ», — говорил гитарист группы. Сразу же после этого неудачного визита Болдер принял предложение от Wishbone Ash. «Я вовсе не хотел покидать Uriah Heep, просто мне захотелось чего-то непохожего; кроме того, я был сыт по горло Броном и его менеджментом», — позже говорил он.
Затем ушёл Декерт, и Мик Бокс остался один на один с контрактными обязательствами. «Heap of Heep» (с англ. — «Вместо Хипов — кучка») — так озаглавил еженедельник Melody Maker статью, подводившую итог завершившейся (по всеобщему мнению) десятилетней карьере группы.

### 1982—1990-е
Выйдя из состояния депрессии, Мик Бокс позвонил Ли Керслейку (который к этому времени уже играл в Blizzard of Ozz) и выяснил, что тот с Бобом Дэйзли только что ушёл от Осборна. На место Хенсли был приглашён клавишник Джон Синклер (которого Бокс знал по сотрудничеству с Heavy Metal Kids), в тот момент игравший с американской группой Lion. В качестве вокалиста некоторое время рассматривался Джон Верити (экс-Argent), но в конечном итоге выбор пал на Питера Голби, который незадолго до этого на прослушивании не выдержал конкуренцию со Сломаном (единственным, кто голосовал за него, по иронии судьбы был Хенсли).
Выпущенный новым составом в марте 1982 года альбом Abominog (которому предшествовал Abominog Junior EP) был назван журналом Kerrang! «…самым зрелым альбомом группы за всю её историю». Журнал Sounds оценил его пятью звёздами. Скептики, в свою очередь, критиковали альбом за «американизированность». «У нашего продюсера Эшли Хоу американская голова на плечах», — шутил Бокс. «Мне понравилась работа Эшли… Если бы не этот альбом, группа не смогла бы снова подняться», — говорил Голби.
Кирк Блоуз считал, что именно этот альбом сыграл важнейшую роль в эволюции группы, переведя её из 1970-х годов в следующее десятилетие. Биограф отмечал также, что мелодичный хард-рок не был по сути явлением американским: именно Uriah Heep стояли у его истоков; лишь те, кто по прошествии нескольких лет об этом забыли, могли обвинять группу в «американизации» звучания.
Альбом оказался успешнее четырёх предшественников в США (№ 56), а сингл «The Way That It Is» получил мощную ротацию на MTV. Uriah Heep успешно выступили на фестивале Monsters of Rock в Касл-Доннингтоне. Похожим на предыдущий по звучанию и сути оказался и следующий альбом, Head First, записанный вновь Эшли Хоу, который практически стал к тому времени шестым участником ансамбля. Но сразу же после его выхода Боб Дэйзли покинул состав, вернувшись к Осборну.
В мае 1983 года в состав Uriah Heep вернулся Тревор Болдер, который после двух лет, проведённых в Wishbone Ash, «начал чувствовать себя аутсайдером». Два месяца группа гастролировала по США с Rush, Judas Priest (общение с последними оставило у Бокса крайне неприятное ощущение: «Они относились к нам как к дерьму», — говорил он) и Def Leppard. «Это была лучшая из групп, с которыми мне когда-либо приходилось гастролировать. Они были начисто лишены высокомерия и претенциозности. Мы многому у них научились, они всегда готовы были помочь советом, с этим своим неизменным: '…слушай сюда, сынок!'», — говорил Джо Эллиот.

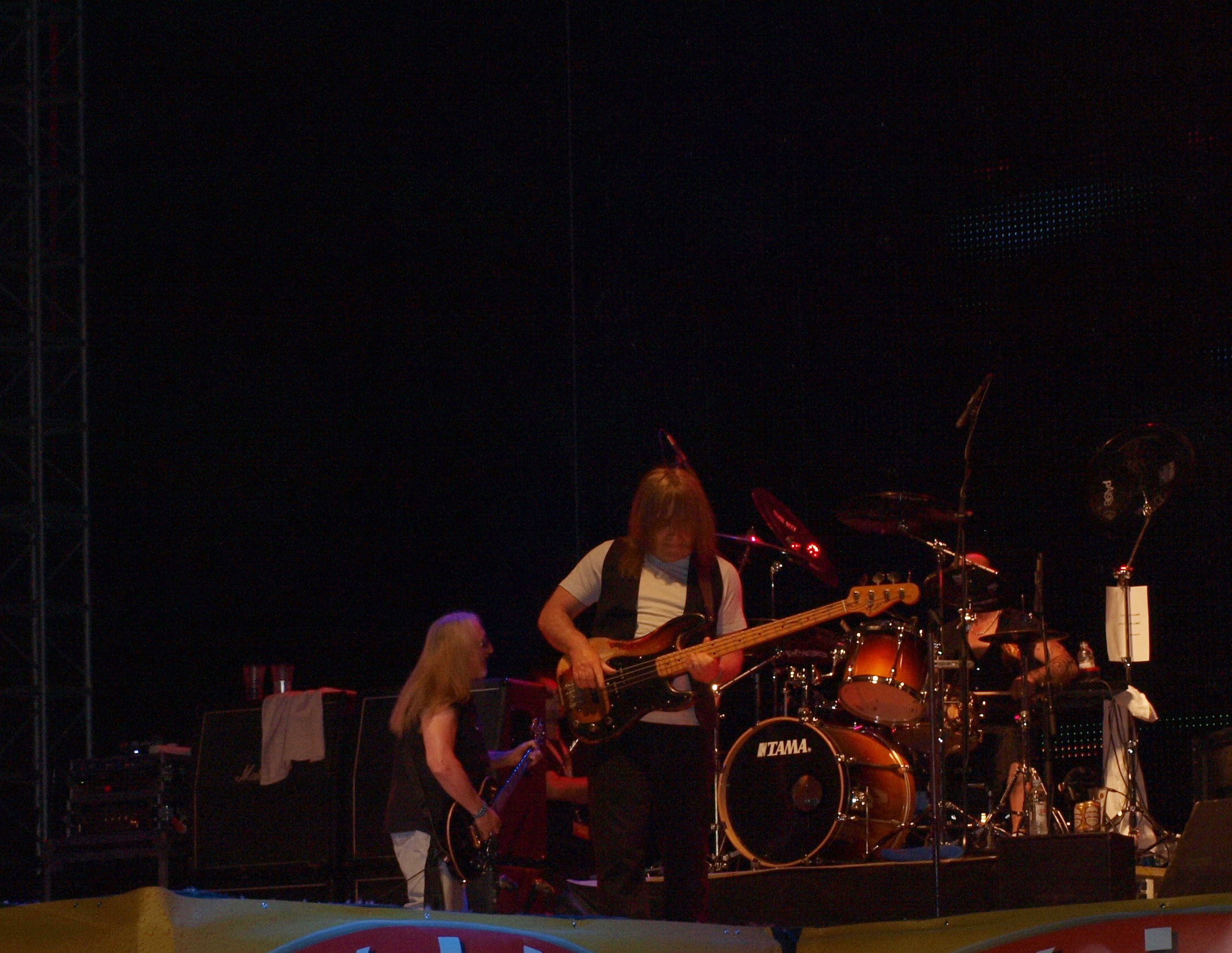
Тревор Болдер

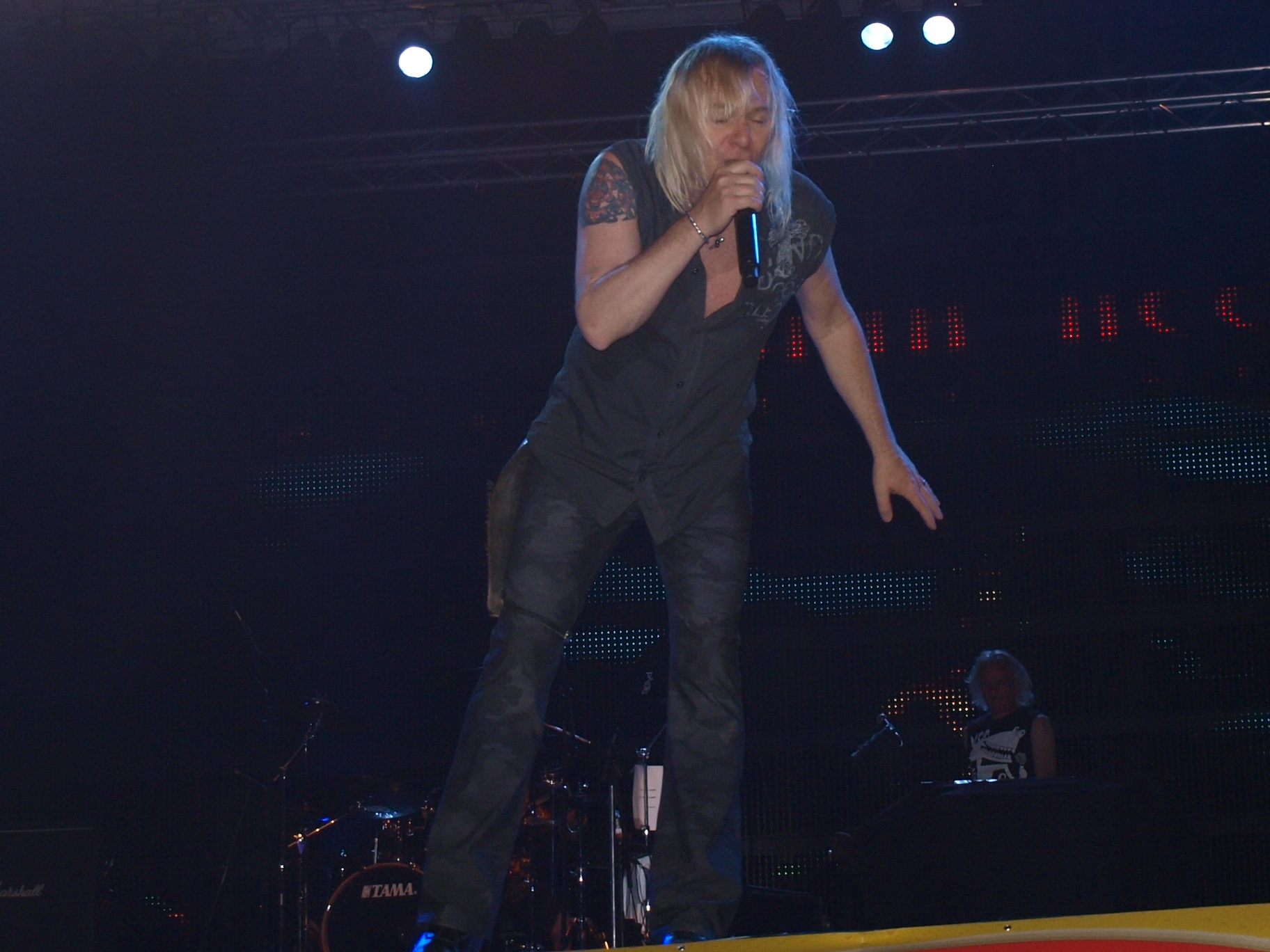
Берни Шо

К этому времени Джерри Брон отказался от обязанностей менеджера: делами группы в Европе занимался агент Нейл Ворнок, в США — Перлман и Шенк (из Blue Öyster Cult), так что Bronze Records некоторое время оставались последним звеном, связывавшим группу с её «крёстным отцом». Связь эта оборвалась в июне 1983 года, когда лейбл обанкротился, часть финансовых обязательств переправив Uriah Heep. Группа ужесточила гастрольный график, в сферу влияния включив такие ранее не исследованные территории, как Индия, Малайзия и Индонезия. В начале 1984 года Uriah Heep проникли и за «железный занавес», после чего отправились в студию записывать Equator c продюсером Тони Платтом. В это же время новый менеджер Хэрри Малони (англ. Harry Maloney) подписал для группы контракт с лейблом Portrait Records (филиалом CBS). В феврале 1985 года стало известно, что бывший вокалист группы Дэвид Байрон, будучи уже законченным алкоголиком, скончался от сердечного приступа.
Тем временем усталость от непрерывных гастролей сказалась на состоянии вокала Питера Голби («Гэри Мур услышал нас в Гамбурге и после концерта спросил, не начинаю ли я терять голос, а узнав, что мы сыграли подряд шестнадцать ежедневных концертов, заметил, что пора увольнять нашего менеджера»). В разгар австралийского тура он сорвал голос окончательно и ушёл из группы. Вскоре за ним последовал Джон Синклер (присоединившийся к группе Оззи Осборна). Бокс пригласил клавишника Фила Лансона (экс-Grand Prix, Sad Café, Sweet) и лос-анджелесского вокалиста Стефа Фонтейна, который провёл с группой американское турне и был уволен Боксом «за непрофессионализм». По словам гитариста, у того был «превосходный голос, но дисциплина… где-то в другом месте». Фонтейн куда-то уходил во время репетиций и не возвращался, а однажды не явился на концерт в Сан-Франциско.
После американского турне Стефа Фонтейна в составе заменил канадец Берни Шо (экс-Grand Prix, Praying Mantis, Stratus), который начинал (в группе Cold Sweat) c исполнения каверов Uriah Heep. Бокс по совету гастрольного менеджера Ховарда Мензиса (англ. Howard Menzies) специально пришёл на прощальный концерт Stratus в Marquee Club, после чего сделал Шоу предложение и получил согласие. «С этого момента всё встало на свои места», — говорил гитарист.
Сменив менеджмент (на Miracle Group), Uriah Heep при посредстве венгерского промоутера Ласло Хегедюша (англ. László Hegedűs) провели серию гастролей в СССР и были одной из первых западных рок-групп, выступивших в Советском Союзе. В декабре 1987 года на пике «перестройки» в СССР они выступили для 185 тысяч зрителей в спортивном комплексе «Олимпийский», дав десять концертов совместно с популярной советской группой «Земляне», выступавшей у них на разогреве в первом отделении концерта. Берни Шоу вспоминал приём, устроенный группе, как «нечто близкое к битломании». Бокс говорил, что музыканты «действительно ощущали себя посланниками Запада» и чувствовал ответственность за свою историческую миссию, поскольку «любая неприятность могла бы закрыть путь в СССР другим группам». Результатом поездки стал третий концертный альбом в истории группы — Live in Moscow, выпущенный компанией Legacy Records, куда вошли три новых трека, в том числе композиция Лэнзона «Mr. Majestic» (в 2002 году, спустя пятнадцать лет после этих гастролей, Uriah Heep выпустили видео этого концерта на DVD под названием «Moscow and Beyond»). Британская пресса под впечатлением от московских успехов группы впервые заговорила о ней уважительно. «Это было очень странно, потому что в Англии нас (к тому времени) почти забыли, многие успели нас мысленно похоронить», — говорил Бокс в интервью Полу Хендерсону из журнала «Kerrang!»
Uriah Heep провели затем успешные гастроли в Чехословакии, ГДР и в Болгарии, после чего в августе 1988 года выступили на Редингском фестивале и провели британское турне с The Dogs D’Amour. В мае 1989 года вышел новый альбом Raging Silence, записанный с продюсером Ричардом Доддом, известным по сотрудничеству с Джорджем Харрисоном и The Traveling Wilburys, центральными вещами в котором стали «Blood Red Roses» (композиция Пита Голби), «Cry Freedom» и «Hold Your Head Up» (кавер хита Argent). Бокс необычайно высоко оценил работу продюсера, который «привнёс свежесть, живую мощь в звучание пластинки и… выявил в вокале Берни несколько разнообразных стилей». «Я никогда прежде не узнавал так много за такой краткий срок», — признавал и сам Шоу.
Группа вновь посетила СССР,[когда?] выступив в Ленинграде перед 100 тысячами зрителей, затем сыграла в польском Вроцлаве, дала шесть концертов в Бразилии и один (бесплатный) в Восточном Берлине (на него собрались 80 тысяч человек). Концерт в лондонском зале Astoria был выпущен на видео под заголовком «Raging Through the Silence».
В 1990 году на Independent TV был продемонстрирован фильм «Bedrock», в основу которого легли съёмки концерта в Ноттингеме (студия Central TV). Видеоверсия концерта была выпущена в том же году как часть юбилейной серии релизов, посвященных двадцатилетию группы. Тогда же вышли тройной бокс-сет Two Decades in Rock и его сокращённая версия Still 'eavy, Still Proud.
Работа над следующим студийным альбомом началась в 1990 году, но из-за непрерывных гастролей прерывалась, из-за чего релиз несколько раз откладывался. Заручиться поддержкой продюсера Ричардом Додда на этот раз не удалось; его функции взял на себя Тревор Болдер. Альбом Different World вышел в 1991 году и получил разноречивые отклики в прессе: Крис Уоттс в журнале Kerrang! высмеял пластинку, но обозреватель Metal Hammer Энди Брэдшоу назвал её «приятным сюрпризом», отметив продюсерское мастерство Болдера.
За релизом последовало крупнейшее за шесть лет британское турне Uriah Heep; рекорд-компания, однако, практически не занималась промоушном, в результате и билеты, и сам альбом продавались плохо. На этом группа завершила свои отношения с Legacy Recordings, продолжив активно гастролировать на всех континентах. Из множества перевыпусков этого времени прежде неиздававшийся материал содержали только Rarities from the Bronze Age и The Lansdowne Tapes.
В 1995 году вышел альбом Sea of Light, в котором группа вернулась к звучанию 1970-х годов. Критики отметили альбом как свежий, тяжёлый и мелодичный, насыщенный оркестровками. 14 сентября 1998 года вышел альбом Sonic Origami (продюсер Пип Уильямс), продемонстрировавший лиричность, симфоничность и балладность группы, за которыми последовали гастроли, не прекращавшиеся два года, включая Россию, Украину и Казахстан. «Если говорить кратко, записывающая компания нас просто придушила. Мы провели гигантское всемирное турне в поддержку альбома, и каждый раз выяснялось, что в большинстве стран он даже не продавался в магазинах. Мы почувствовали себя в тот момент слегка деморализованными», — позже говорил Шоу. В конечном итоге группа вновь обрела силу духа. «Чем больше мы играем, тем больше привлекаем молодую аудиторию. Думаю, это имеет отношение к возрождению интереса к классическому року во всём мире», — замечал вокалист.

### 2000-е и 2010-е годы
7 декабря 2001 года в Лондоне состоялся концерт-реюнион с участием Кена Хенсли и Джона Лоутона. Тогда же состоялось первое выступление группы в «Астории» в рамках ставшего традиционным мероприятия под названием Magician's Birthday Party.
В январе 2007 года барабанщик Ли Керслейк покинул состав по состоянию здоровья. В марте его заменил Расселл Гилбрук, работавший до этого с Тони Айомми, Вэном Моррисоном, Джоном Фарнхэмом, Аланом Прайсом, Крисом Барбером и Лонни Донеганом. 14 апреля 2007 года Гилбрук дебютировал в составе группы на концерте в Вуокатти, Финляндия.
В 2008 году вышел 21-й студийный альбом Uriah Heep Wake the Sleeper, получивший в целом высокие оценки критиков; рецензент Allmusic отметил, что группа в нём сохранила верность классическому звучанию, наметив и цели будущего развития. За ним в октябре 2009 года последовал Celebration: Forty Years of Rock, юбилейный сборник, куда вошли 12 заново записанных треков «классического» периода и две новые композиции.

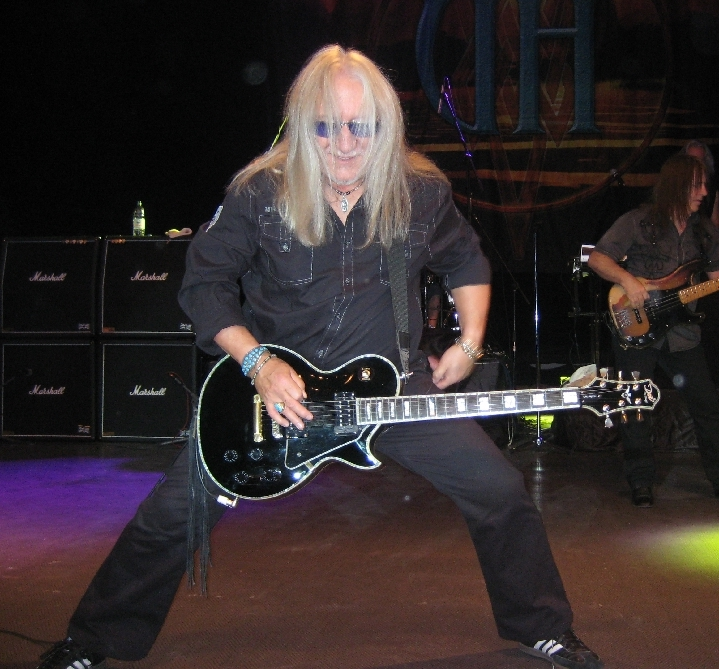
Мик Бокс в Алма-Ате, 2 ноября 2011 г.

Летом 2010 года Uriah Heep впервые за восемь лет отправились в турне по Америке в поддержку альбомов Wake The Sleeper и Celebration. Турне получилось настолько успешным и триумфальным, что группу снова пригласили в США осенью 2010 года.
В 2011 году группа выпустила новый альбом Into The Wild, который звучит более цельно и тяжело, чем предшественник. Альбом был поддержан видеосинглом на песню «Nail On The Head». После этого группа отправилась в гастрольный тур «Into the Wild», выступив в городах России и Казахстана.
21 мая 2013 года скончался бас-гитарист группы Тревор Болдер. Причиной смерти музыканта стал рак поджелудочной железы, от которого он страдал в течение нескольких лет. В мае Болдеру удалили опухоль, однако операция не помогла артисту. Ему было 62 года.
В 2014 году группа выпустила очередной 23-й студийный альбом Outsider с новым бас-гитаристом Дэйви Риммером.
12 ноября 2015 года группа выпустила новый сборник Totally Driven (2 CD) с перезаписанными классическими композициями группы за весь период их существования.
14 сентября 2018 года на лейбле Frontiers Records вышел 24-й студийный альбом Living the Dream.
В 2020 году умерли сразу два бывших участника из «классического состава» группы. 19 сентября после продолжительной борьбы с раком умер Ли Керслейк, а 4 ноября не стало Кена Хенсли, автора главных хитов группы 1970-х годов. Причина смерти Хенсли не раскрывается.
27 января 2023 года Uriah Heep выпустили свой 25-й студийный альбом Chaos & Color, которому предшествовали два сингла «Save Me Tonight» и «Hurricane».

## Состав
С 1969 года состав группы неоднократно менялся. Единственным неизменным участником является основатель группы гитарист Мик Бокс. В 1986—2007 годах состав группы оставался стабильным. Это был самый долгий период в истории группы без каких-либо изменений состава. К настоящему моменту вокалист Берни Шоу и клавишник Фил Лансон занимают свои позиции дольше всех других вокалистов и клавишников Uriah Heep.
В этом списке представлены составы группы Uriah Heep с 1969 года по наши дни.
Текущий состав
- Берни Шоу — вокал (1986—наши дни)
- Мик Бокс — гитара (1969—наши дни)
- Дэйви Риммер — бас-гитара (2013—наши дни)
- Фил Лансон — клавишные, бэк-вокал (1986—наши дни)
- Рассел Гилбрук — ударные (2007—наши дни)

Бывшие участники
- Дэвид Байрон — вокал (1969—1976; умер в 1985)
- Алекс Напьер — ударные, перкуссия (1969—1970)
- Пол Ньютон — бас-гитара, бэк-вокал (1969—1971)
- Кен Хенсли — клавишные, ритм-гитара, бэк-вокал (1969—1980; умер в 2020)
- Найджел Олссон — ударные, перкуссия (1970)
- Кит Бэйкер — ударные, перкуссия (1970—1971)
- Иэн Кларк — ударные, перкуссия (1971)
- Марк Кларк — бас-гитара, бэк-вокал (1971—1972)
- Ли Керслейк — ударные, перкуссия, бэк-вокал (1971—1979, 1981—2007; умер в 2020)
- Гэри Тэйн — бас-гитара (1972—1975; умер в 1975)
- Джон Уэттон — бас-гитара, бэк-вокал (1975—1976; умер в 2017)
- Тревор Болдер — бас-гитара, бэк-вокал (1976—1981, 1983—2013; умер в 2013)
- Джон Лоутон — вокал (1976—1979; сессионно — 1995, 2013, заменял Берни Шоу; умер в 2021)
- Джон Сломан — вокал, перкуссия (1979—1981)
- Крис Слэйд — ударные, перкуссия (1979—1981)
- Грегг Декерт — клавишные (сессионно — 1979; 1980—1981)
- Боб Дэйсли — бас-гитара, бэк-вокал (1981—1983)
- Питер Голби — вокал (1981—1986)
- Джон Синклер — клавишные, бэк-вокал (1981—1986)
- Стефф Фонтейн — вокал (1986)

Сессионные музыканты
- Мак Поттер — бас-гитара (2011, заменял Тревор Болдера)
- Джон Джовитт — бас-гитара (2013, заменял Тревор Болдера)
- Стефан Берггрен — вокал (2016, заменял Берни Шоу)

Временная шкала

## Дискография

### Студийные альбомы
| Название                | Год издания | Лейбл                                          |
| ----------------------- | ----------- | ---------------------------------------------- |
| Very 'eavy… Very 'umble | 1970        | Vertigo Records(UK/ Mercury Records(USA)       |
| Salisbury               | 1971        | Vertigo Records (UK) Mercury Records (USA)     |
| Look at Yourself        | 1971        | Bronze Records                                 |
| Demons and Wizards      | 1972        | Bronze Records (UK) Mercury Records (USA)      |
| The Magician's Birthday | 1972        | Bronze Records (UK) Mercury Records (USA)      |
| Sweet Freedom           | 1973        | Bronze Records (UK) Warner Bros. Records (USA) |
| Wonderworld             | 1974        | Bronze Records                                 |
| Return to Fantasy       | 1975        | Bronze Records                                 |
| High and Mighty         | 1976        | Bronze Records (UK)                            |
| Firefly                 | 1977        | Bronze Records (UK) Warner Bros. Records (USA) |
| Innocent Victim         | 1977        | Bronze Records (UK) Warner Bros. Records (USA) |
| Fallen Angel            | 1978        | Bronze Records (UK)                            |
| Conquest                | 1980        | Bronze Records (UK)                            |
| Abominog                | 1982        | Bronze Records                                 |
| Head First              | 1983        | Bronze Records (UK)                            |
| Equator                 | 1985        | Portrait (UK)                                  |
| Raging Silence          | 1989        | Enigma                                         |
| Different World         | 1991        | Legacy Records                                 |
| Sea of Light            | 1995        | Castle Records                                 |
| Sonic Origami           | 1998        | Eagle Records                                  |
| Wake the Sleeper        | 2008        | Sanctuary Records/Universal Music              |
| Into the Wild           | 2011        | Frontiers Records                              |
| Outsider                | 2014        | Frontiers Records                              |
| Living the Dream        | 2018        | Frontiers Records                              |
| Chaos & Colour          | 2023        | Silver Lining Music                            |

### Концертные альбомы
| Название                                                               | Год записи | Год издания          | Лейбл                                              |
| ---------------------------------------------------------------------- | ---------- | -------------------- | -------------------------------------------------- |
| Uriah Heep Live                                                        | 1973       | 1973                 | Bronze Records(UK) Mercury Records (USA)           |
| Live at Shepperton '74                                                 | 1974       | 1986                 | Bronze Records (UK) Castle Music (USA)             |
| Live in Europe 1979                                                    | 1979       | 1986 (UK) 1999 (USA) | Sanctuary Records                                  |
| Live in Moscow                                                         | 1988       | 1988                 | BMG Legacy Records World of Hurt Records           |
| King Biscuit Flower Hour Presents in Concert                           | 1974       | 1997                 | King Biscuit Entertainment                         |
| Future Echoes of the Past                                              | 1999       | 2001                 | Phantom Records                                    |
| Acoustically Driven                                                    | 2001       | 2001                 | Phantom Records                                    |
| Electrically Driven                                                    | 2001       | 2001                 | Classic Rock Legends Ltd.                          |
| Between Two Worlds                                                     |            | 2002                 | Snapper Music Membran/Ambitions                    |
| The Magician’s Birthday Party                                          | 2001       | 2002                 | Classic Rock Legends Ltd. Music Video Distribution |
| Live in the USA                                                        | 2003       | 2003                 | Classic Rock Legends Ltd.                          |
| Magic Nights                                                           | 2004       | 2004                 | Classic Rock Legends Ltd.                          |
| Official Bootleg Series Vol. 1: Live at Sweden Rock Festival 2009      | 2010       | 2010                 | Ear Music                                          |
| Official Bootleg Series Vol. 2: Live in Budapest, Hungary 2010         | 2010       | 2010                 | Ear Music                                          |
| Official Bootleg Series Vol. 3: Live in Kawazaki, Japan 2010           | 2010       | 2011                 | Ear Music                                          |
| Official Bootleg Series Vol. 4: Live in Brisbane, Australia 2011       | 2011       | 2011                 | Ear Music                                          |
| Live in Armenia (CD+DVD)                                               | 2010       | 2011                 | Classic Rock Legends Ltd.                          |
| Official Bootleg Series Vol. 5: Live in Athens, Greece 2011            | 2012       | 2012                 | Ear Music                                          |
| Official Bootleg Series Vol. 6: Live at the Rock of Ages Festival 2008 | 2013       | 2013                 | Ear Music                                          |
| Live at Koko — London 2014                                             | 2015       | 2015                 | Ear Music                                          |

### Концертно-студийные альбомы
| Название         | Год записи | Год издания | Лейбл                |
| ---------------- | ---------- | ----------- | -------------------- |
| Spellbinder Live | 1996       | 1996        | AIS Spitfire Records |

### Компиляционные альбомы (сборники)
| Название                                                                                      | Год записи | Год издания | Лейбл                           |
| --------------------------------------------------------------------------------------------- | ---------- | ----------- | ------------------------------- |
| The Best Of Uriah Heep                                                                        | 1975       | 1976        | Bronze                          |
| Anthology                                                                                     | 1985       | 1985        | Parlophone / Elektra            |
| Anthology Volume One                                                                          | 1986       | 1986        | Legacy LLMCD 3003               |
| Collection                                                                                    | 1988       | 1988        | Legacy LLM 3019                 |
| The Collection                                                                                | 1989       | 1989        | Castle CCSLP 226                |
| Ironstrike: 14 Rock Hard Hits                                                                 | 1989       | 1989        | Avanti STCD 002                 |
| Milestones                                                                                    | 1989       | 1989        | Castle MSSCD 109                |
| Still 'eavy Still Proud                                                                       | 1990       | 1990        | Legacy LLP 133                  |
| Two Decades in Rock                                                                           | 1990       | 1990        | Essential ESBLP 022             |
| Echoes in the Dark                                                                            | 1991       | 1991        | Elite 020CD                     |
| Rarities from the Bronze Age                                                                  | 1991       | 1991        | Sequel NEXCD 184                |
| The Lansdowne Tapes (сборник записей группы «Spice» и первых трёх альбомов «Uriah Heep»)      | 1993       | 1993        | Parlophone, Elektra             |
| Lady in Black                                                                                 | 1994       | 1994        | Parlophone, Elektra             |
| A Time of Revelation (антология на четырёх дисках, включающая ранее не издававшийся материал) | 1996       | 1996        | Essential Records               |
| The Best of … Part 1                                                                          | 1996       | 1996        | Essential ESMCD 418             |
| The Best of … Part 2                                                                          | 1997       | 1997        | Essential ESMCD 594             |
| Classic: An Anthology                                                                         | 1998       | 1998        | Parlophone, Elektra             |
| Easy Livin                                                                                    | 2000       | 2000        | Delta                           |
| Travellers in Time                                                                            | 2000       | 2000        | Essential Records               |
| Blood on Stone                                                                                | 2001       | 2001        | Castle                          |
| Empty the Vaults: The Rarities                                                                | 2001       | 2001        | Castle                          |
| Come Away Melinda: The Ballads                                                                | 2001       | 2001        | Castle                          |
| Remasters: The Official Anthology                                                             | 2001       | 2001        | Parlophone, Elektra             |
| 20th Century Masters: The Millennium Collection: The Best of Uriah Heep                       | 2001       | 2001        | Parlophone, Elektra             |
| The Very Best of Uriah Heep                                                                   | 2002       | 2002        | Sanctuary                       |
| Between Two Worlds                                                                            | 2002       | 2002        | Parlophone, Elektra             |
| The Very Best of Uriah Heep                                                                   | 2003       | 2003        | BMG Camden                      |
| The Ultimate Collection                                                                       | 2003       | 2003        | Parlophone, Elektra             |
| Revelations                                                                                   | 2004       | 2004        | Union Square Music              |
| Rainbow Demon: Live & in the Studio 1994—1998                                                 | 2004       | 2004        | Parlophone, Elektra             |
| Chapter & Verse                                                                               | 2005       | 2005        | Capitol                         |
| The Very Best of Uriah Heep                                                                   | 2006       | 2006        | Capitol                         |
| Loud Proud & Heavy: The Best of Uriah Heep                                                    | 2007       | 2007        | Parlophone, Hollywood           |
| The Definite Spitfire Collection                                                              | 2009       | 2009        | Store for Music                 |
| Celebration — Forty Years of Rock                                                             | 2009       | 2009        | earMUSIC/Edel                   |
| On the Rebound; A Very 'eavy 40th Anniversary Collection                                      | 2010       | 2010        | Sanctuary                       |
| The Uriah Heep Collection                                                                     | 2010       | 2010        | Brunswick                       |
| Wizards: The Best of                                                                          | 2011       | 2011        | Parlophone, Atlantic, Sanctuary |
| Logical Revelations                                                                           | 2012       | 2012        | Store for Music                 |
| Totally Driven                                                                                | 2001       | 2015        | Uriah Heep Records              |

### Синглы
| Год                                                              | Название                                                           | Высшие позиции в хит-парадах | Высшие позиции в хит-парадах | Высшие позиции в хит-парадах | Высшие позиции в хит-парадах | Высшие позиции в хит-парадах | Высшие позиции в хит-парадах | Высшие позиции в хит-парадах | Высшие позиции в хит-парадах | Высшие позиции в хит-парадах | Высшие позиции в хит-парадах | Высшие позиции в хит-парадах | Высшие позиции в хит-парадах | Высшие позиции в хит-парадах | Высшие позиции в хит-парадах | Сертификации (уровень продаж) | Альбом                   |
| Год                                                              | Название                                                           | UK                           | US                           | GER                          | NZ                           | NOR                          | FRA                          | AUS                          | NL                           | FIN                          | CAN                          | SWI                          | DEN                          | AUT                          | US Rock                      | Сертификации (уровень продаж) | Альбом                   |
| ---------------------------------------------------------------- | ------------------------------------------------------------------ | ---------------------------- | ---------------------------- | ---------------------------- | ---------------------------- | ---------------------------- | ---------------------------- | ---------------------------- | ---------------------------- | ---------------------------- | ---------------------------- | ---------------------------- | ---------------------------- | ---------------------------- | ---------------------------- | ----------------------------- | ------------------------ |
| 1970                                                             | «Gypsy/Bird of Prey»                                               | —                            | —                            | 28                           | —                            | —                            | —                            | —                            | —                            | —                            | —                            | —                            | —                            | —                            | —                            |                               | …Very 'Eavy …Very 'Umble |
| 1971                                                             | «Lady in Black/Simon the Bullet Freak»                             | —                            | —                            | 5                            | —                            | —                            | —                            | —                            | —                            | 16                           | —                            | 6                            | —                            | —                            | —                            |                               | Salisbury                |
| 1971                                                             | «Look at Yourself/What Should Be Done»                             | —                            | —                            | 33                           | —                            | —                            | —                            | —                            | —                            | —                            | —                            | 4                            | —                            | —                            | —                            |                               | Look at Yourself         |
| 1972                                                             | «The Wizard/Why»                                                   | —                            | —                            | 34                           | —                            | —                            | —                            | —                            | —                            | —                            | —                            | 8                            | —                            | —                            | —                            |                               | Demons and Wizards       |
| 1972                                                             | «Easy Livin'/Gypsy»                                                | —                            | 39                           | 15                           | —                            | 9                            | 35                           | 75                           | 5                            | 17                           | 25                           | —                            | 9                            | —                            | —                            |                               | Demons and Wizards       |
| 1972                                                             | «Blind Eye»                                                        | —                            | 97                           | —                            | —                            | —                            | —                            | —                            | —                            | —                            | —                            | —                            | —                            | —                            | —                            |                               | The Magician’s Birthday  |
| 1972                                                             | «Sweet Lorraine/Rain»                                              | —                            | 91                           | —                            | —                            | —                            | —                            | —                            | —                            | —                            | —                            | —                            | —                            | —                            | —                            |                               | The Magician’s Birthday  |
| 1972                                                             | «Spider Woman/Sunrise»                                             | —                            | —                            | 14                           | —                            | —                            | —                            | —                            | —                            | —                            | —                            | —                            | —                            | —                            | —                            |                               | The Magician’s Birthday  |
| 1973                                                             | «July Morning»                                                     | —                            | —                            | —                            | —                            | —                            | —                            | —                            | —                            | —                            | —                            | —                            | —                            | —                            | —                            |                               | Uriah Heep Live          |
| 1973                                                             | «Stealin'/Sunshine»                                                | —                            | 91                           | 40                           | 1                            | 9                            | —                            | —                            | —                            | —                            | —                            | —                            | —                            | —                            | —                            | NZ:Gold                       | Sweet Freedom            |
| 1974                                                             | «Something or Nothing/What Can I Do»                               | —                            | —                            | 45                           | —                            | 6                            | —                            | —                            | —                            | —                            | —                            | —                            | —                            | —                            | —                            |                               | Wonderworld              |
| 1975                                                             | «Prima Donna/Shout It Out»                                         | —                            | —                            | —                            | —                            | 3                            | —                            | —                            | —                            | —                            | —                            | —                            | 10                           | —                            | —                            |                               | Return to Fantasy        |
| 1975                                                             | «Return to Fantasy»/«Shout It Out» or «The Time Will Come»         | —                            | —                            | —                            | —                            | —                            | —                            | —                            | —                            | —                            | —                            | —                            | 12                           | —                            | —                            |                               | Return to Fantasy        |
| 1976                                                             | «One Way or Another/Misty Eyes»                                    | —                            | —                            | —                            | —                            | —                            | —                            | —                            | —                            | —                            | —                            | —                            | —                            | —                            | —                            |                               | High and Mighty          |
| 1977                                                             | «Wise Man/Crime of Passion»                                        | —                            | —                            | —                            | —                            | —                            | —                            | —                            | —                            | —                            | —                            | —                            | —                            | —                            | —                            |                               | Firefly                  |
| 1977                                                             | «Sympathy/Crime of Passion»                                        | —                            | —                            | 37                           | —                            | —                            | —                            | —                            | —                            | —                            | —                            | —                            | 13                           | —                            | —                            |                               | Firefly                  |
| 1977-1978                                                        | «Free Me/Masquerade»                                               | —                            | —                            | 9                            | 3                            | —                            | —                            | 18                           | —                            | —                            | —                            | 8                            | —                            | 8                            | —                            |                               | Innocent Victim          |
| 1977-1978                                                        | «Love or Nothing/Gimme Love»                                       | —                            | —                            | 36                           | —                            | —                            | —                            | —                            | —                            | —                            | —                            | —                            | —                            | —                            | —                            |                               | Innocent Victim          |
| 1978                                                             | «Come Back to Me/Cheater»                                          | —                            | —                            | 40                           | —                            | —                            | —                            | —                            | —                            | —                            | —                            | —                            | —                            | —                            | —                            |                               | Fallen Angel             |
| 1980                                                             | «Carry On/Been Hurt»                                               | —                            | —                            | —                            | —                            | —                            | —                            | —                            | —                            | —                            | —                            | —                            | —                            | —                            | —                            |                               | Conquest                 |
| 1980                                                             | «Love Stealer/No Return»                                           | —                            | —                            | —                            | —                            | —                            | —                            | —                            | —                            | —                            | —                            | —                            | —                            | —                            | —                            |                               | Conquest                 |
| 1981-1982                                                        | «Think It Over/My Joanna Needs Tuning»                             | —                            | —                            | —                            | —                            | —                            | —                            | —                            | —                            | —                            | —                            | —                            | —                            | —                            | —                            |                               | Abominog                 |
| 1981-1982                                                        | «That’s the Way That It Is/Son of a Bitch»                         | —                            | 106                          | —                            | —                            | —                            | —                            | —                            | —                            | —                            | —                            | —                            | —                            | —                            | 25                           |                               | Abominog                 |
| 1983                                                             | «Lonely Nights/Weekend Warriors»                                   | 85                           | —                            | —                            | —                            | —                            | —                            | —                            | —                            | —                            | —                            | —                            | —                            | —                            | —                            |                               | Head First               |
| 1983                                                             | «Stay on Top»                                                      | 76                           | —                            | —                            | —                            | —                            | —                            | —                            | —                            | —                            | —                            | —                            | —                            | —                            | —                            |                               | Head First               |
| 1985                                                             | «Rockarama/Backstage Girl»                                         | —                            | —                            | —                            | —                            | —                            | —                            | —                            | —                            | —                            | —                            | —                            | —                            | —                            | —                            |                               | Equator                  |
| 1985                                                             | «Poor Little Rich Girl/Bad Blood»                                  | —                            | —                            | —                            | —                            | —                            | —                            | —                            | —                            | —                            | —                            | —                            | —                            | —                            | —                            |                               | Equator                  |
| 1989                                                             | «Hold Your Head Up/Miracle Child»                                  | —                            | —                            | —                            | —                            | —                            | —                            | —                            | —                            | —                            | —                            | —                            | —                            | —                            | —                            |                               | Raging Silence           |
| 1989                                                             | «Blood Red Roses/Rough Justice/Look at Yourself (Live)» (12" only) | —                            | —                            | —                            | —                            | —                            | —                            | —                            | —                            | —                            | —                            | —                            | —                            | —                            | —                            |                               | Raging Silence           |
| 1995                                                             | «Dream On/Mr. Majestic»                                            | —                            | —                            | —                            | —                            | —                            | —                            | —                            | —                            | —                            | —                            | —                            | —                            | —                            | —                            |                               | Sea of Light             |
| 2011                                                             | «Nail On the Head»                                                 | —                            | —                            | —                            | —                            | —                            | —                            | —                            | —                            | —                            | —                            | —                            | —                            | —                            | —                            |                               | Into the Wild            |
| 2014                                                             | «One Minute»                                                       | —                            | —                            | —                            | —                            | —                            | —                            | —                            | —                            | —                            | —                            | —                            | —                            | —                            | —                            |                               | Outsider                 |
| 2018                                                             | «Grazed by Heaven»                                                 | —                            | —                            | —                            | —                            | —                            | —                            | —                            | —                            | —                            | —                            | —                            | —                            | —                            | —                            |                               | Living the Dream         |
| «—» обозначает релизы (выпуски), которые не попали в хит-парады. |                                                                    |                              |                              |                              |                              |                              |                              |                              |                              |                              |                              |                              |                              |                              |                              |                               |                          |

### Видеоальбомы
| Год  | Название                              | Формат  |
| ---- | ------------------------------------- | ------- |
| 1985 | Easy Livin' — A History of Uriah Heep | VHS     |
| 1989 | Raging Through The Silence            | VHS     |
| 1990 | Live Legends                          | VHS     |
| 1990 | Gypsy                                 | VHS     |
| 1995 | Live in Moscow (Japan only)           | VHS     |
| 2000 | The Legend Continues                  | VHS/DVD |
| 2001 | Acoustically Driven                   | VHS/DVD |
| 2001 | Sailing the Sea of Light              | VHS/DVD |
| 2002 | The Magician’s Birthday Party         | DVD     |
| 2002 | Moscow and Beyond …                   | DVD     |
| 2003 | Live in the USA                       | DVD     |
| 2004 | Magic Night                           | DVD     |
| 2004 | The Ultimate Anthology                | DVD     |
| 2004 | Classic Heep Live from the Byron Era  | DVD     |
| 2004 | Rock Legends                          | DVD     |
| 2005 | Between Two Worlds                    | DVD     |
| 2006 | The Live Broadcasts                   | DVD     |
| 2010 | Live in Concert                       | DVD     |
| 2013 | One More Night: Collectors Rarities   | DVD     |
| 2015 | Live at Koko — London 2014            | DVD     |

## Кавер-версии
- D.C. Cooper в свой сольный альбом 1999 года «DC Cooper» включил кавер «Easy Living».
- Группа W.A.S.P. включила в альбом 1986 года «Inside the Electric Circus» кавер-версию «Easy Livin'».
- Группа Gamma Ray включила в альбом 1990 года «Heading For Tomorrow» кавер-версию «Look At Yourself», а также перепевку песни «Return to Fantasy» в качестве бонуса к альбому Somewhere Out In Space.
- Группа Blind Guardian включила в альбом 1996 года «The Forgotten Tales» кавер-версию песни «The Wizard».
- Группа Axel Rudi Pell включила в альбом 2000 года «The Masquerade Ball» кавер-версию «July Morning».
- Группа Vintersorg включила в альбом 2000 года «Cosmic Genesis» кавер-версию «Rainbow Demon».
- Группа Blessed Offal включила в альбом 2012 года «Dreaming Dark Dementia» кавер-версию «Rainbow Demon».

## Книги на русском языке
- Андрей Кокарев. Легенды рока — Uriah Heep. (1992)
- Игорь Котельников. Чудный мир Юрайя Хип в Азии. (1994)
- Александр Галин. Возвращение в Фантазию. (2002)
- Александр Колесников. Rock-Судьба. (2007)